# Datsun Sunny Cab
Der Datsun Sunny/Cherry Cab (C20) war ein Kleintransporter von Datsun, der auf dem Datsun Cabstar basierte und mit Komponenten des Datsun Bluebird und des Datsun Sunny B 10 ausgestattet war.

## Hintergrund
In Japan war die Nachfrage nach Autos im sogenannten One-Box-Design mit schmalen Außenmaßen und viel Laderaum auf kleiner Fläche sehr groß. Nissan wollte diesen Markt nicht den Konkurrenten – insbesondere Toyota – überlassen, die bereits 1967 den Toyota Mini Ace auf den Markt gebracht hatten. In Japan waren damals unterschiedliche Händlernetze eines Herstellers üblich. Bei Nissan waren dies damals die Cherry Branch, der Sunny Shop, der Bluebird Shop, und der Nissan-Prince Store und so wurde der Wagen auf verschiedene Weise vertrieben.

## Produktionsstart 1969

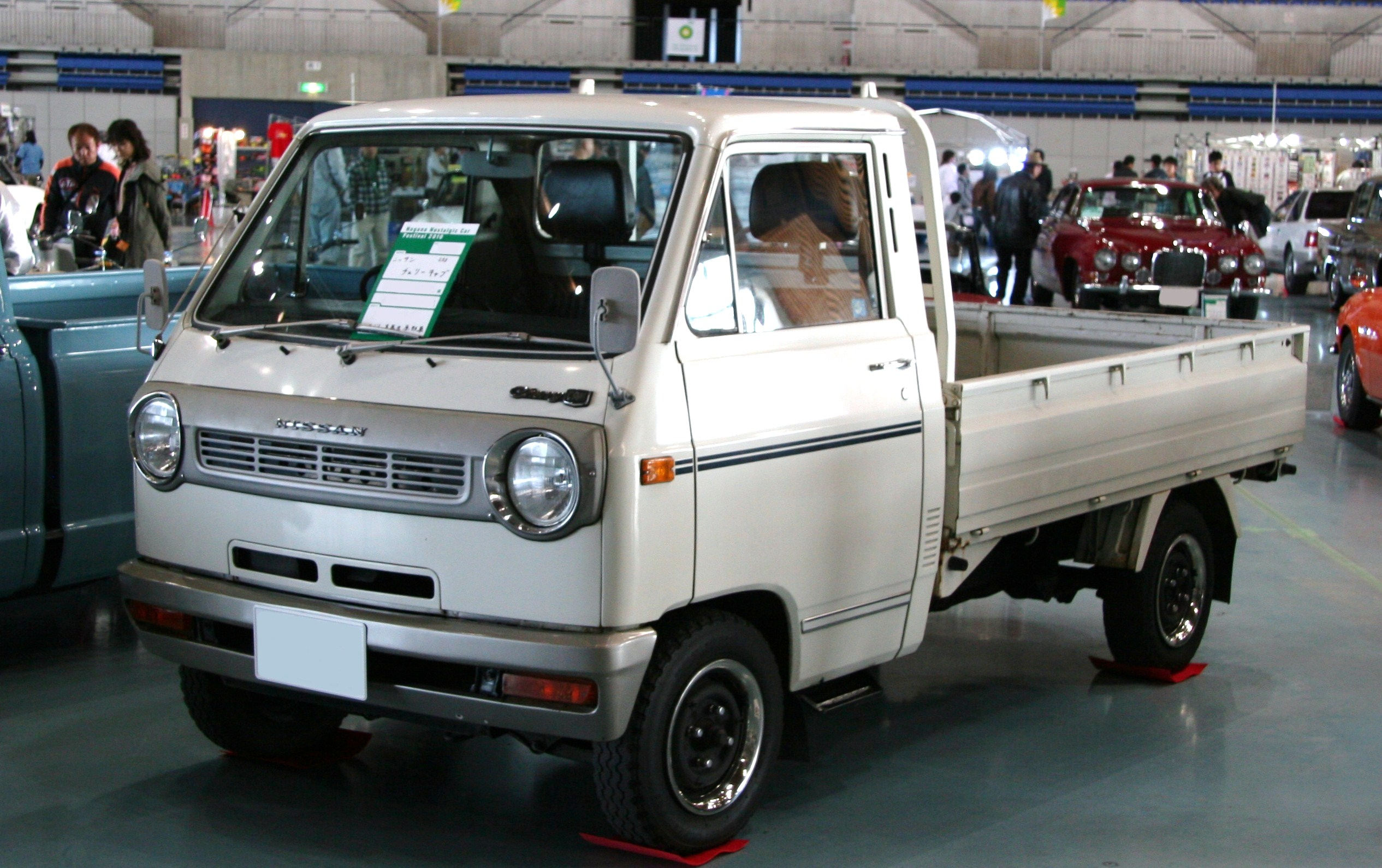
Nissan Cherry Cab Truck

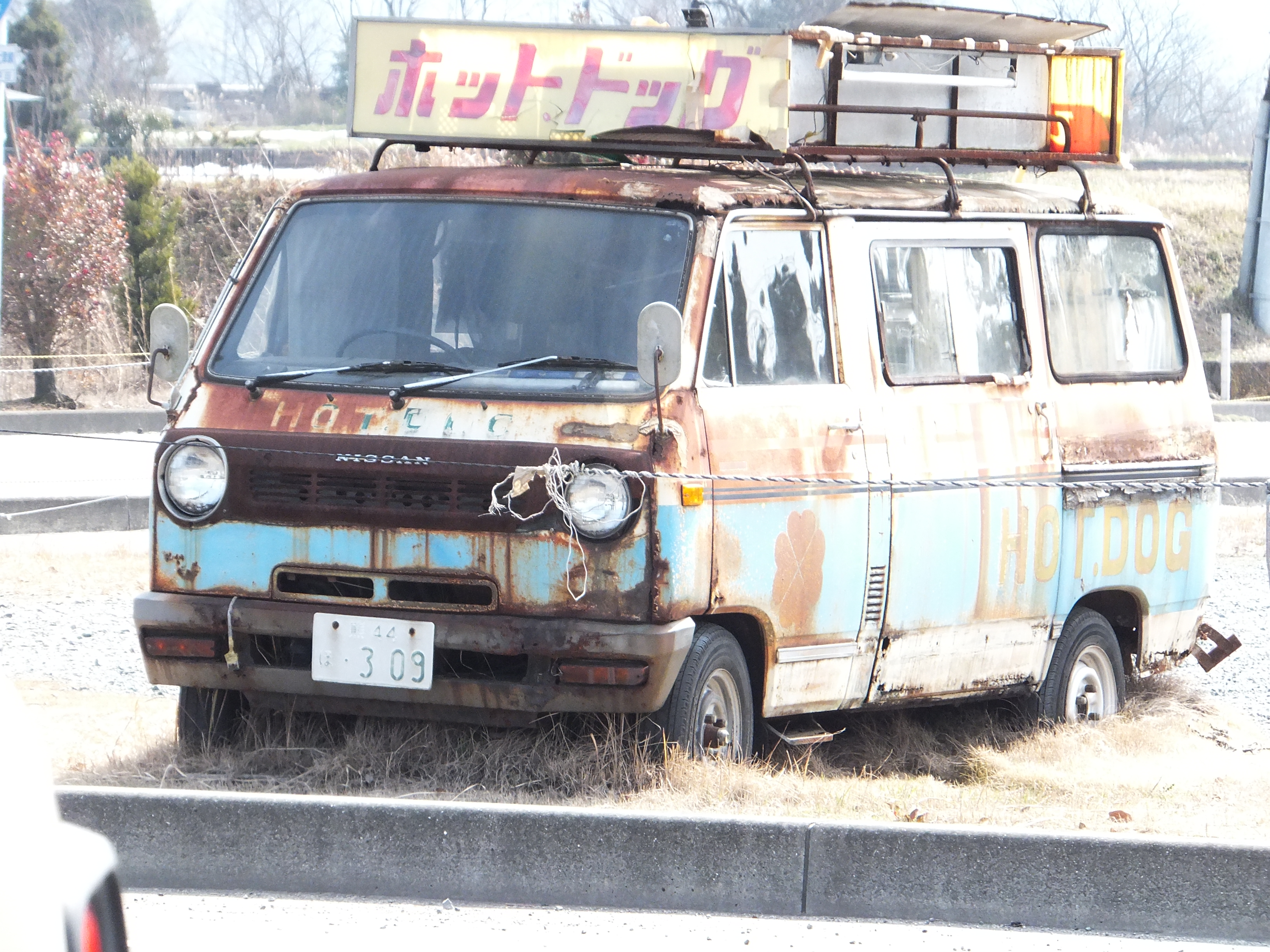
Nissan Cherry Cab Van

Im August 1969 begann der Verkauf des Datsun Sunny Cab über den Sunny Shop als Truck (Pritschenwagen) und als Van (Kastenwagen und Kleinbus). Er hatte eine Nutzlast von 600 kg in der Kastenwagenversion und 500 kg als Kombi. Der Motor vom Typ A10 mit 1000 cm³ Hubraum war längs unter den vorderen Sitzen eingebaut und trieb die Hinterräder an. Die Vorderräder waren einzeln an Doppelquerlenkern mit Querblattfeder aufgehängt.
1970 wurde er als Kleinbus Nissan Cherry Cab eingeführt und über die Cherry Branch vertrieben. 1971 übernahm Aichi Machine Industry die Produktion, im September führte Nissan den Nissan Cherry Cab Coach ein – einen luxuriös ausgestatteten Van – und einige zusätzliche Verbesserungen bei den anderen Modellen. Ab 1972 wurde der A12-Motor mit 1171 cm³ eingebaut.
Neue Abgasvorschriften für PKW brachten im Coach im Januar 1976 den neuen Modellkode Typ „KPC21“. Der KPC21 hat nun den 1.2-Liter A12-Motor mit 68 PS (50 kW). Im September 1977 erfolgten noch einige Verbesserungen. 1978 wurde die Produktion eingestellt. Das Nachfolgemodell war der Datsun Vanette.